# Mystic Ark
Mystic Ark (ミスティックアーク Misutikku Āku) är ett datorrollspel utgivet 1995 till Super Famicom och utvecklat av Produce och utgivet av Enix. Spelet innehåller likheter med spel som The 7th Saga och Brain Lord, som också utvecklades av och utgavs av Enix.

## Handling
Sju hjältar från sju världar förs till ett mystiskt tempel på en avlägsen ö, och förvandlas till statyer. Dessa är häxan Miriene, järnmannen Lux, munken Reeshina, ninjan Tokio, monstret Kamio och prästinnan Mesia. Den sjunde hjälten är spelets huvudperson. Man kan välja mellan riddaren Remeer och krigarinnan Ferris. Första uppdraget är att se till att övriga hjältar förvandlas tillbaka.

### Fotnoter
1. ↑  ”Arkiverade kopian”. Arkiverad från originalet den 19 juni 2015. https://web.archive.org/web/20150619162931/http://www.gamefaqs.com/snes/564396-mystic-ark/data. Läst 19 juni 2015.